# Gerrit Cornelis Berkouwer
Gerrit Cornelis Berkouwer (Amsterdam, 8 juni 1903 - Voorhout, 25 januari 1996) was een Nederlands theoloog die van grote betekenis is geweest voor de Gereformeerde Kerken in Nederland. Ook buiten zijn kerkgemeenschap was Berkouwer bekend. Hij was onder meer een van de waarnemers vanuit de protestantse kerken op het Tweede Vaticaans Concilie. Berkouwer was hoogleraar aan de Vrije Universiteit Amsterdam (VU) en predikant in de Gereformeerde kerken in Nederland. In 1942 werd Berkouwer voorzitter van de generale synode die besloot om van ambtsdragers te eisen zich te binden aan de opvattingen van Abraham Kuyper aangaande de doop. In 1944 leidde dit tot een scheuring in de kerk; de Vrijmaking. De hoogleraren, predikanten en ouderlingen die zich aan die opvatting niet wilden binden werden op grond daarvan door de synode geschorst, onder wie Klaas Schilder.

## Biografie
Berkouwer groeide op in Zaandam. Zijn vader Cornelis Berkouwer (1874-1957) had een lange loopbaan als onderwijzer in achtereenvolgens Rotterdam, Amsterdam, Lekkerkerk, wederom Amsterdam, Zaandam, die uiteindelijk eindigde als hoofd der Groen van Prinsterer Ulo-kopschool te 's-Gravenhage; zijn moeder Adriana Aletta van der Ban (1874-1950) was dochter van een korenmolenaar en graanhandelaar te Barendrecht.  Na de middelbare school ging hij theologie studeren aan de VU in Amsterdam. Daar studeerde hij van 1922 tot 1926 onder andere bij Valentijn Hepp, Van Gelderen, Grosheide en A.H. de Hartog. Na het afronden van zijn studie werd hij eerst predikant in Oudehorne (Friesland) van 1927 tot 1931. Daarna werd hij predikant in Watergraafsmeer (1931-1945). In 1932 promoveerde hij aan de VU bij professor Hepp op het proefschrift Geloof en openbaring in de nieuwere Duitse theologie.

### Hoogleraar VU
In 1940 werd Berkouwer benoemd als buitengewoon hoogleraar aan de VU in de Nieuwere Theologie. In 1945 werd hij gewoon hoogleraar aan de VU. Zijn leeropdracht lag op het terrein van de systematische theologie. Hij doceerde onder meer dogmatiek. Zijn professoraat is van grote betekenis geweest. Maar liefst zesenveertig theologen, van zowel behoudende signatuur, waaronder Willem Hendrik Velema tot uiterst progressieve signatuur, zoals Herman Wiersinga, zijn bij hem gepromoveerd. Zo is in 1962 Harry Kuitert bij Berkouwer gepromoveerd. Berkouwer is tot 1973, in totaal drieëndertig jaar, aan de VU verbonden geweest.

### Van orthodox naar progressief
Berkouwer begon als orthodox-gereformeerd theoloog. In zijn eerste publicaties keerde hij zich tegen moderne visies op het gezag van de Bijbel, de theologie van Karl Barth en het rooms-katholicisme. Later, in de jaren 70 van de twintigste eeuw, heeft hij zijn visie over deze zaken bijgesteld. Hij schreef nieuwe studies over Karl Barth, het gezag van de Bijbel en het rooms-katholicisme. Ook zijn visie op de uitverkiezing veranderde in de loop der jaren. Zijn andere opstelling had erg veel invloed op de ontwikkeling van de gereformeerden en hun kerken.
Berkouwer had brede contacten in de wereld van de theologiebeoefening. Onder andere correspondeerde hij met Karl Barth en de hervormde Hendrikus Berkhof. Berkhof heeft de ontwikkeling van denken bij Berkouwer geanalyseerd en in kaart gebracht. Berkhof was een van de eersten die er op wees dat Berkouwer zich ontwikkelde in modern-theologische zin, waarbij vooral de visie op het gezag van de Bijbel verandering ondergaat. Berkouwer had ook goede contacten in rooms-katholieke kring. Hij was als protestants waarnemer aanwezig bij het Tweede Vaticaans concilie, waarvoor paus Johannes XXIII hem persoonlijk had uitgenodigd. Deze uitnodiging gold als een grote eer en waardering vanuit de Rooms-Katholieke Kerk voor het werk van Berkouwer.
Berkouwer publiceerde veel boeken en artikelen. Vooral de achttien delen van zijn Dogmatische Studiën zijn erg bekend. Daarnaast schreef hij wekelijks in het Gereformeerd Weekblad en in het dagblad Trouw. Zijn laatste boek was een autobiografisch werk, Zoeken en vinden.

### Alleen katholieke kerk groot genoeg
Gerrit Cornelis Berkouwer was vader van negen kinderen - grootvader, overgrootvader. Hij overleed op 92-jarige leeftijd, iemand die de 'kinderen van zijn kindskinderen' had mogen zien. Hij werd begraven in Voorhout. De eraan voorafgaande dienst kon niet plaatsvinden in het kleine hervormde kerkje waar hij doorgaans kerkte; men moest wegens de enorme toeloop van vele honderden mensen inderhaast uitwijken naar de grootmoedig afgestane, veel ruimere katholieke Sint-Bartholomeüskerk - alsof ook in dat laatste uur Berkouwer zijn oecumenische geest nog extra wilde benadrukken.

## Publicaties
- De triomf der genade in de theologie van Karl Barth - Kampen 1954
- Vatikaans Concilie en nieuwe theologie - Kampen 1964
- Een halve eeuw theologie. Motieven en stromingen van 1920 tot heden - Kampen 1974
- Zoeken en vinden. Herinneringen ervaringen - Kampen 1989